# منتخب جامايكا لكرة القاعدة
منتخب جامايكا لكرة القاعدة (بالإنجليزية: Jamaica national baseball team)‏ هو ممثل جامايكا الرسمي في المنافسات الدولية في كرة القاعدة
.